# Алесино

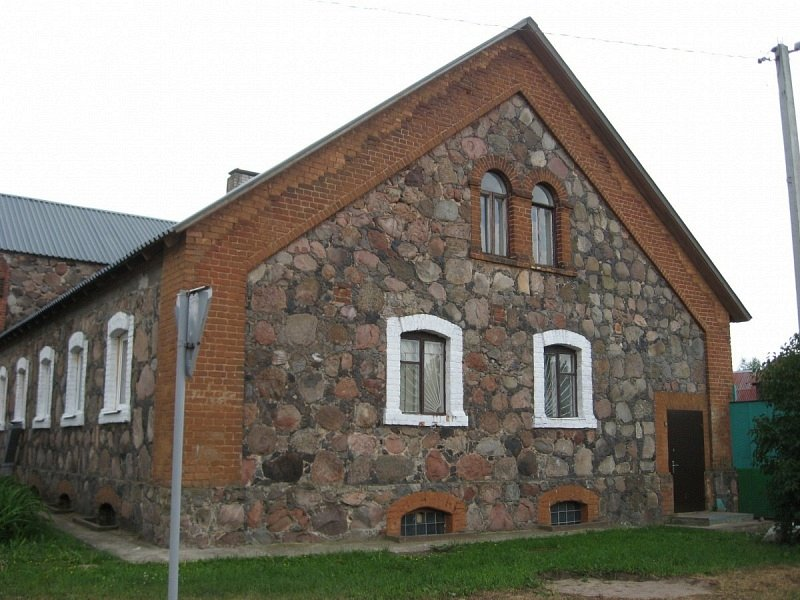
Здание винокуренного завода

Алесино (бел. Алесіна) — агрогородок в Смолевичском районе Минской области Беларуси. Входит в состав Курганского сельсовета. Население 468 человек (2009). 

## География
Алесино находится в 12 км к юго-востоку от Смолевичей. Местность принадлежит бассейну Днепра, вокруг села сеть мелиоративных каналов со стоком в реку Черница (приток Плисы). В двух километрах к северу проходит автодорога Р59 на участке Смолевичи — Червень. Ближайшая ж/д станция в Смолевичах (расстояние до неё 15 км).

## История
Известно с XIX века, когда Алесино было фольварком. В середине XIX века фольварк входил в поместье Шипяны, которое являлось собственностью дворянского рода Монюшко. Во время переписи Алесино принадлежало Ваньковичам, было обособленным поместьем, в котором проживали 158 человек. Тогда Алесино входило в состав Верхменской волости Игуменского уезда Минской губернии. В начале XX века около 160 жителей, работал винокуренный завод. В 1916 году 49 жителей. 
После Октябрьской революции на базе поместья возник посёлок, сельскохозяйственная артель «Новая жизнь». Согласно переписи 1926 года, в деревне было 12 хозяйств, функционировала изба-читальня. В начале 1930-х годов работали колхоз «Новая жизнь», кузница, крахмальный и молочный заводы. Во время Великой Отечественной войны деревня сожжена немецко-фашистскими захватчиками. В 1996 году 148 хозяйств, 394 жителей. Работал ветеринарный пункт, мастерские по ремонту сельскохозяйственной техники, автоматическая телефонная станция, клуб, сберегательная касса, столовая, магазин. В Алесино расположено сельскохозяйственное предприятие «Шипяны-АСК». 
Сегодня существуют Алесинский детский сад, Верхменская средняя школа имени В.А.Тумара, отделение Белпочты, Алесинская сельская библиотека, врачебная амбулатория.
В 2008 году деревня Алесино преобразована в агрогородок; административный центр Курганского сельсовета перенесён из деревни Курганье в агрогородок Алесино.

## Культура
- Литературный музей Якуба Коласа государственного учреждения образования «Верхменская СШ имени В.А.Тумара»
- Музей воинской славы государственного учреждения образования «Верхменская СШ имени В.А.Тумара»

## Достопримечательности
- От усадьбы Ваньковичей (конец XIX — начало XX века) сохранился только винокуренный завод (несколько корпусов, склад, хозпристройка). Все здания построены в начале XX века из камня и кирпича. Внесены в список историко-культурных ценностей Смолевичского района 3 категории[9].

- На здании школы в 1969 году установлена мемориальная доска Я. Коласу[2].